# Spillenmacher

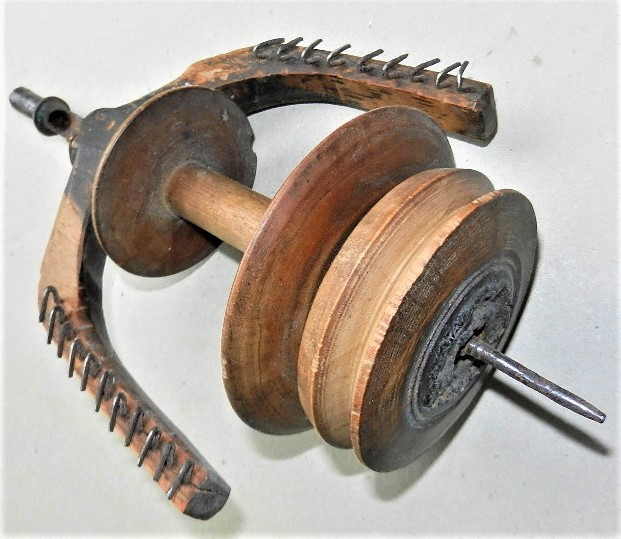
Spule, Wirtel und Flügelarme eines Spinnrades

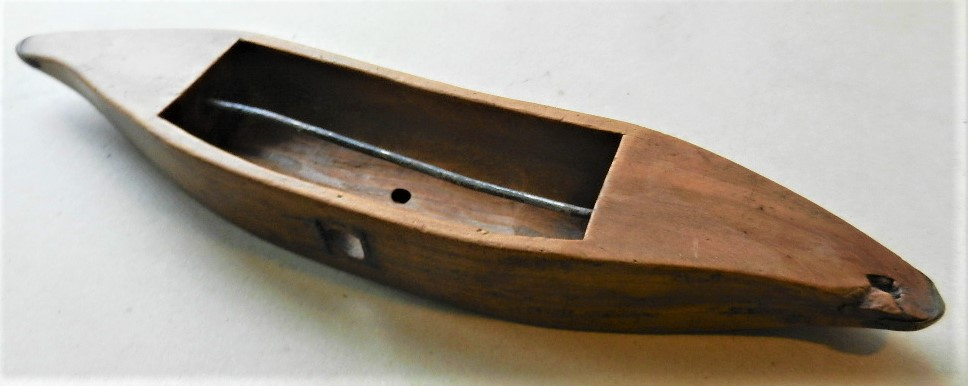
Weberschiffchen für Handwebstühle

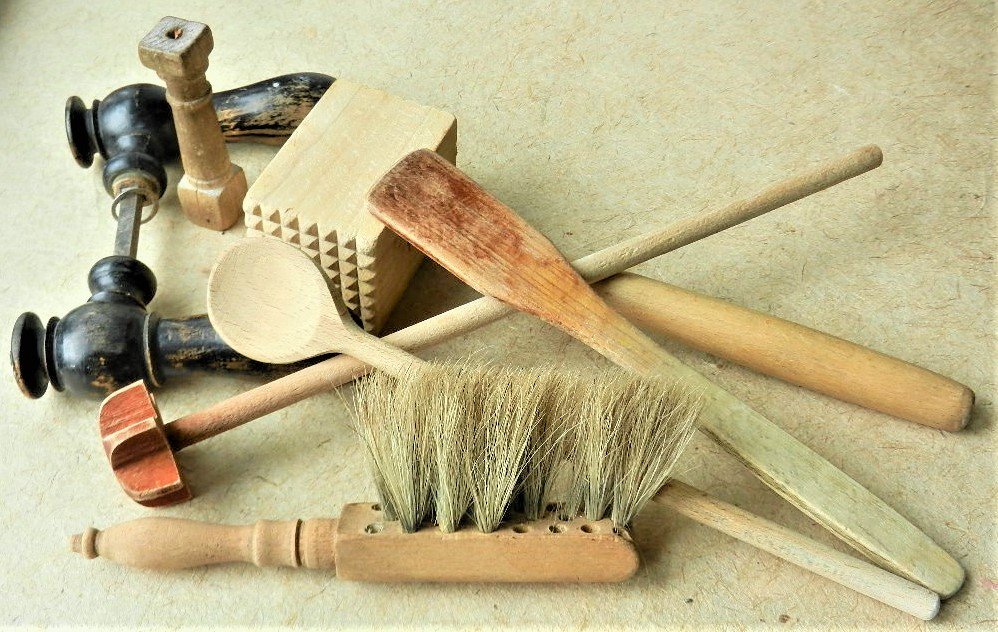
Nebengewerbsgegenstände der Spillenmacher

Spillenmacher ist die Bezeichnung für den historischen Beruf eines Spindelmachers, der hauptsächlich für das Weber- und Spinnereihandwerk Geräte aus Holz fertigte.

## Geschichte
Die Tätigkeit der Spillenmacher ist mit der heute noch gebräuchlichen Tätigkeit eines Drechslers zu vergleichen, nur mit der Spezialisierung hauptsächlich für das Webergewerbe herzustellen. Dazu gehörten mechanische Webstühle und Spinnräder. Zum Herstellen von Spindeln wurden spezielle Hölzer gebraucht. 1361 wird in einer Würzburger Rechnung über Spindelholz von dem Weiszen ahorns geschrieben. 1768 schrieb der Graf zu Sayn und Wittgenstein, Herr zu Homburg, eine zu besetzende Dorfhandwerkerstelle eines Drechslers und Spillenmachers aus. Dies zeigt noch die Unterscheidung der Spezialisierungen im 18. Jahrhundert. Zusätzliche Produktion von Haushaltsgerätschaften aus Holz ergänzten die Erwerbstätigkeit der Spillenmacher, so fertigten sie nebenher Quirle, Kochlöffel, Fleischklopfer, Feger- und Bürstenhalter, Ochsenziemer, Türdrücker und Bauklötze für Kinder.

## Familienname
Als Familienname ist Spillner als Berufsname im deutschsprachigen Raum bekannt.